# Brez
Brez (IPA: /ˈbreʦ/, Bréc' in noneso) è stato un comune italiano di 738 abitanti della provincia autonoma di Trento in Trentino-Alto Adige. Dal 1º gennaio 2020 è frazione del comune di Novella, a seguito della fusione con i comuni di Cagnò, Cloz, Revò e Romallo.

## Storia

### Simboli
Lo stemma e il gonfalone di Brez erano stati concessi con D.G.P. del 26 aprile 1985, n. 3275.
Stemma
Gonfalone
Il gonfalone (a foggia di bandiera):
Stemma e gonfalone richiamano i simboli già concessi in tempi austriaci  (i.r. Decreto 03/06/1896)(i.r. Ministero dell'Interno 06/08/1897)

## Monumenti e luoghi d'interesse

### Architetture religiose

#### Chiesa di Maria Ausiliatrice
La chiesa parrocchiale moderna è stata edificata tra 1965 e 1966 su progetto di Dario Segna.
Rappresenta un'opera postconciliare notevole e conserva nella sua sala un Crocifisso del XVII secolo proveniente dalla vicina pieve di San Floriano oltre al paliotto dell'altare maggiore in bronzo e la Via Crucis pure in bronzo dello scultore di Bolzano Agide Finardi attivo nella seconda metà del XX secolo in regione.

#### Chiesa dei Santi Fabiano e Sebastiano
L'antica parrocchiale di San Fabiano e san Sebastiano venne edificata sui resti di un preesistente edificio di culto nel XII secolo mentre la cappella laterale e la torre campanaria sono di due secoli posteriori. La navata interna è unica e in controfacciata si trova la cantoria.

## Società

### Evoluzione demografica
Abitanti censiti

### Ripartizione linguistica
Nel censimento del 2001, 149 abitanti del comune si sono dichiarati "ladini".

## Geografia antropica
Dopo le modifiche amministrative del 2020 Brez è divenuto frazione di Novella.
Il centro abitato è formato dai due rioni di Brez e di Rivo, separati dalla strada principale.

## Amministrazione
| Periodo        | Periodo          | Primo cittadino | Partito      | Carica  | Note |
| -------------- | ---------------- | --------------- | ------------ | ------- | ---- |
| 17 maggio 2010 | 10 maggio 2015   | Ezio Tuninetti  | Lista civica | Sindaco |      |
| 11 maggio 2015 | 31 dicembre 2019 | Remo Menghini   | Lista civica | Sindaco |      |